# Мілкою
Мілкою (рум. Milcoiu) — село у повіті Вилча в Румунії. Входить до складу комуни Мілкою.
Село розташоване на відстані 145 км на північний захід від Бухареста, 10 км на південний схід від Римніку-Вилчі, 95 км на північний схід від Крайови, 112 км на південний захід від Брашова.

## Населення
За даними перепису населення 2002 року у селі проживали 218 осіб, усі — румуни. Усі жителі села рідною мовою назвали румунську.

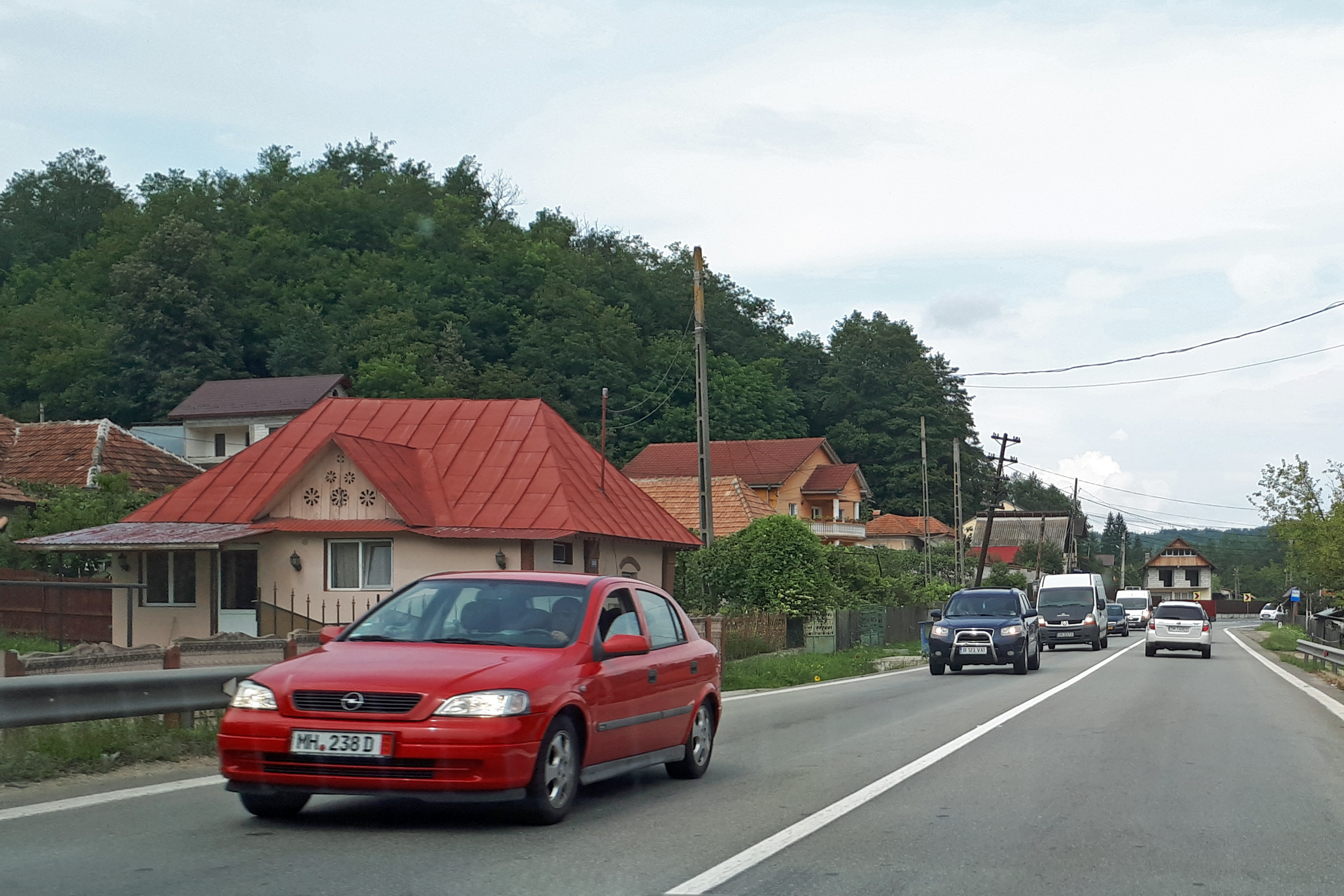
Шосе в Мiлкою